# Voisement
Cette page contient des caractères spéciaux ou non latins. S’ils s’affichent mal (▯, ?, etc.), consultez la page d’aide Unicode.
Le voisement est une qualité (ou propriété) de certains sons de la parole. Un son est voisé si sa production s’accompagne d'une vibration des cordes vocales et sinon, il est non voisé.
Tout locuteur peut facilement faire l’expérience de ce phénomène en plaçant sa main sur sa gorge (au niveau de la pomme d'Adam) puis en prononçant successivement « ssssss » (non voisé) et « zzzzzz » (voisé).
Dans la tradition francophone, on utilise le terme sonorisation (opposition sourd / sonore), voisement étant un anglicisme.
Les voyelles, étant par essence portées par la voix, sont naturellement voisées (même s’il leur arrive de subir un processus de dévoisement, avec une atténuation de la vibration laryngale, dans le cas de la parole chuchotée, par exemple).
Les consonnes de la série suivante sont voisées, ou sonores :
- occlusives ([b], [d], [g]) ou fricatives ([β], [v], [ð], [z], [ʒ], [ʁ]).

La série suivante donne leurs pendants sourdes (non voisées) : 
- occlusives ([p], [t], [k]) ou fricatives ([ɸ], [f], [θ], [s], [ʃ], [χ]).

Les consonnes vibrantes ([r]), latérales ([l]) et nasales ([m], [n]) sont considérées comme voisées.

## Assimilations phonétiques
Deux types de mutations peuvent être causées par la vibration des cordes : le voisement et le dévoisement.

### Voisement
Il peut arriver qu'un son normalement sourd soit prononcé avec une vibration plus ou moins sensible (exemple : Mac Do prononcé Mag Do, de même pour anegdote, neuv ans, etc.) par « contagion » d'un certain environnement phonétique. C'est le phénomène d'assimilation. Dans ce cas, le terme de voisement désigne ce processus de mutation sonore du son originellement sourd. Dans l'API, on le transcrit généralement à l'aide du diacritique souscrit «  ̬ » ; par exemple, [bɛk̬ də ɡaz] équivaut à peu près à [bɛɡ də ɡaz].
| t̬ | voisement |

### Dévoisement
Inversement, on observe également l’assimilation de consonnes sonores en consonnes sourdes, le dévoisement. Son symbole API est le «  ̥ » souscrit ; par exemple, [med̥sɛ̃] (ou [metsɛ̃]) pour médecin, [ab̥sɑ̃] (ou [apsɑ̃]) pour absent. Ce symbole peut être placé au-dessus de la lettre si le symbole descend sous la ligne de base ; par exemple [b̥oɡ̊] pour le gaélique écossais bog « doux, mouillé », [ˈapɡ̊eːbm̩] pour l’allemand abgeben « céder ».
En phonétique, le voisement ou le dévoisement décrit donc un phénomène empirique. En phonologie, il correspond à une valeur de trait distinctif (au moins en français).
| d̥ | dévoisement |

## Voisement intervocalique en ancien français
Vers le VIe siècle, les consonnes intervocaliques ont, en ancien français, été voisées (il s'agit d'un affaiblissement de la langue parlée). Ce phénomène a abouti à nombre de mots contenant une consonne voisée en français moderne ; les consonnes non intervocaliques sont restées sourdes : ripam > rive, aprilem > avril.
On rencontre un phénomène similaire dans d'autres langues romanes, notamment en espagnol (vita > vida, cantatu(m) > cantado, etc.).